# Желтоплавниковый ликодонт
Желтоплавниковый ликодонт, или желтоплавниковая мурена (лат. Gymnothorax flavimarginatus), — вид лучепёрых рыб из семейства муреновых (Muraenidae). Распространены в Индо-Тихоокеанской области и восточной части Тихого океана. Морские придонные рыбы.

## Описание
Тело удлинённое, без чешуи. Высота тела укладывается 15—17 раз в общую длину тела. Дорсальный профиль головы над и позади глаз приподнят благодаря развитию сильных мышц головы, что придаёт голове форму луковицы. Рыло закруглённое. Челюсти не изогнуты, могут полностью смыкаться, и зубы при закрытых челюстях не видны. Задняя ноздря не трубчатая, в виде приподнятого ободка. Спинной плавник начинается сразу за головой, тянется до хвостовой части тела и соединяется с хвостовым и анальным плавниками. Спинной и анальный плавники покрыты кожей, но хорошо видны. Грудные и брюшные плавники отсутствуют. Позвонков 129—137.
Тело желтоватое, густо покрыто тёмно-коричневым рисунком. Голова пурпурно-серая. Задние края плавников желтовато-зелёные. У жаберных отверстий чёрное пятно. Молодь с коричневыми пятнами на ярко-жёлтом фоне.
Максимальная длина тела 240 см, а масса — до 2617 г.

## Биология
Морские придонные рыбы. Обитают в мелководных лагунах и в рифовых зонах, богатых кораллами, на глубине от 1 до 150 м. Ведут одиночный образ жизни, часто прячутся в расщелинах скал и кораллов, высовывая наружу только голову. Иногда делят свое убежище с сородичами или с другими видами мурен. Ведут в основном ночной образ жизни, но также свободно плавают в утренние и вечерние часы. Питаются рыбами, головоногими моллюсками и ракообразными. 

## Ареал и места обитания
Широко распространены в Индо-Тихоокеанской области от  Южной Африки до Красного моря и на восток до Французской Полинезии и Гавайских островов; на север до Японии и на юг до Австралии. Восточная Пацифика: Мексика, Коста-Рика, Панама, Галапагосские острова.

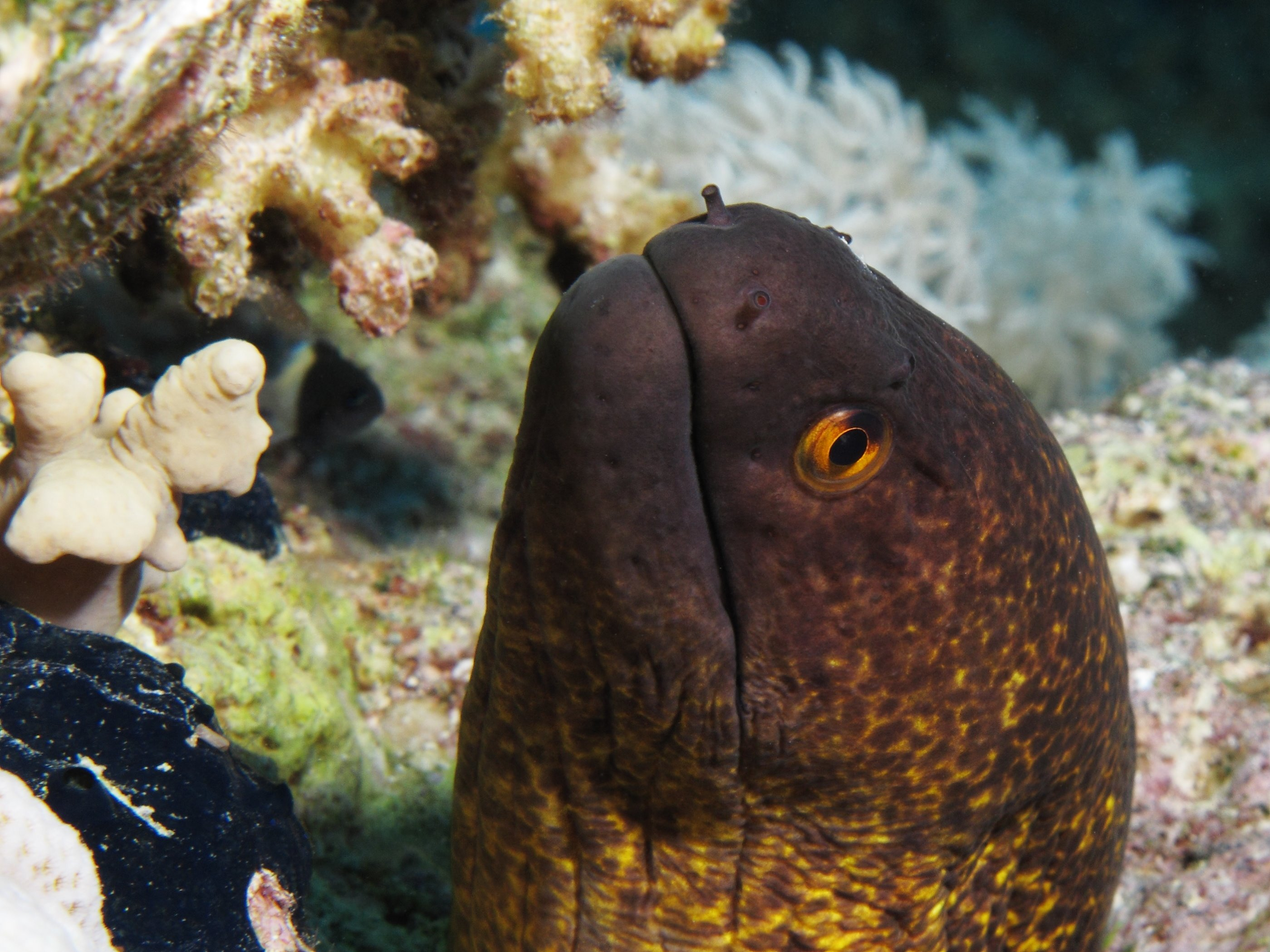
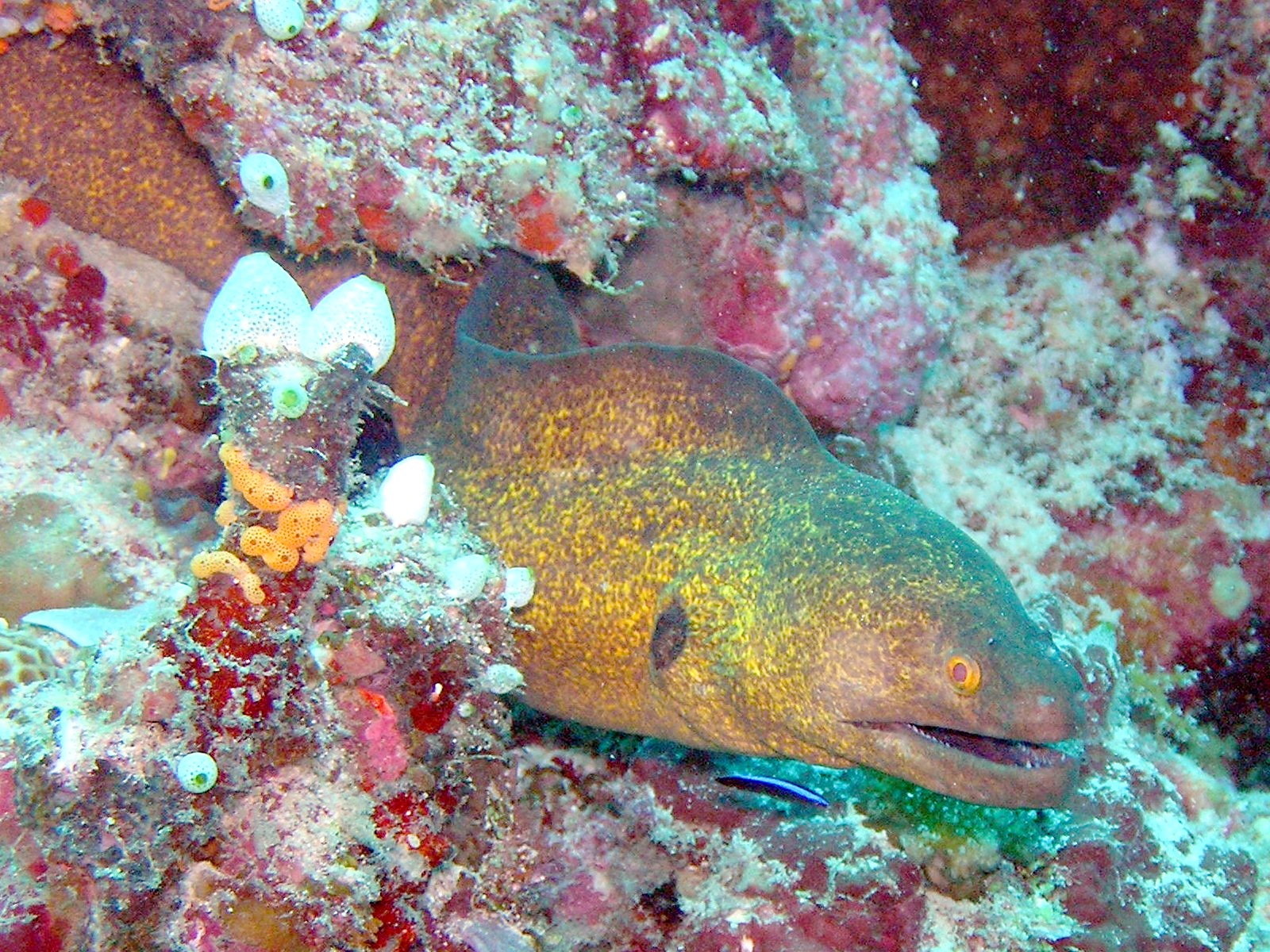
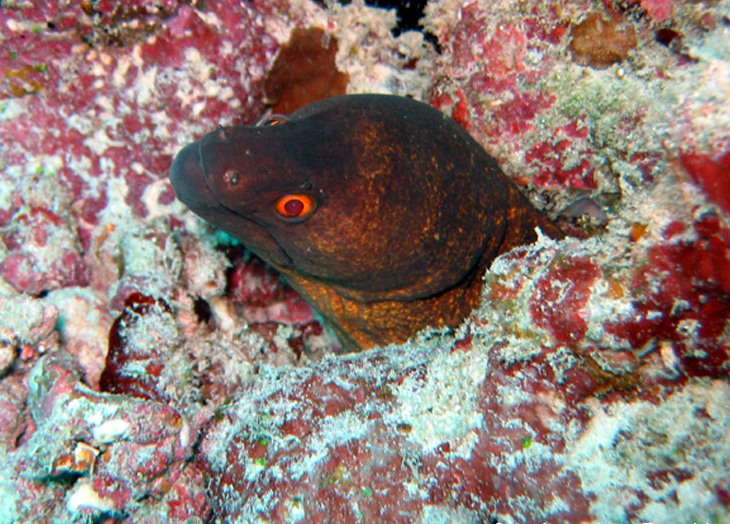